# Чивчије Буковичке
Чивчије Буковичке су насељено мјесто у граду Добој, Република Српска, БиХ. Према попису становништва из 1991. у насељу је живјело 1.015 становника.

## Историја
Нова џамија је освећена у септембру 1937, грађена је прилозима не само муслимана, већи и православних и католика.

## Становништво
| Националност       | 1991.        | 1981. | 1971. | 1961. |
| Муслимани          | 767 (75,42%) |       |       |       |
| Срби               | 219 (21,53%) |       |       |       |
| Југословени        | 6 (0,59%)    |       |       |       |
| Хрвати             | 4 (0,39%)    |       |       |       |
| остали и непознато | 21 (2,06%)   |       |       |       |
| Укупно             | 1.017        |       |       |       |

| Демографија | Демографија | Демографија |
| Година      | Становника  | Становника  |
| ----------- | ----------- | ----------- |
| 1991.       | 1.015       |             |